# Gastrotheca peruana
Gastrotheca peruana е вид земноводно от семейство Hemiphractidae.

## Разпространение
Видът е разпространен в Перу.